# Kreuzweg (Stiepel)
Der Kreuzweg im Kirchenwäldchen in Bochum-Stiepel ist ein dem Leidensweg Christi nachgebildeter Wallfahrtsweg mit 14 bebilderten Kreuzweg-Stationen.

## Geschichte
1926 ließ Vikar Karl Schilling nahe der Wallfahrtskirche St. Marien in Stiepel einen ersten Außenkreuzweg mit Stationen aus Ruhrsandstein anlegen, in welche die von dem Bochumer Künstler Johannes Eckert geschnitzten Bildtafeln eingefügt wurden, die seit 1923 in der Kirche hingen. Um Platz für die vermehrte Pilgerzahl zu gewinnen, verlegte Pfarrer Josef Busche 1954 diesen Kreuzweg in ein nahes Wäldchen mit Serpentinen auf 620 m Länge (zweiter Außenkreuzweg, zwischen den Straßen Am Varenholt und Klosterstraße). Die Bildtafeln wurden wiederverwendet, aber an neuen Holzstationen befestigt. In den 1990er Jahren wurde der Kreuzweg Opfer von Vandalismus. Die 12. Station verschwand, die restlichen Stationen wurden beschmiert. Im Zuge der Erneuerung 1998–2001 wurden die verbleibenden geschnitzten Tafeln im Kreuzgang des Klosters angebracht und durch stählerne Stationsbilder in Grauguss-Ausführung ersetzt, die der Künstler Ernst Rasche Ende der 1950er Jahre für die (seither abgerissene) Kirche St. Bernhard in Essen-Dellwig gefertigt hatte. Nach erneutem Vandalismus am 22. Juni 2005 wurden 2006 die Holzstelen von 2001 durch Stahlrohrstelen mit Sockelverschweißung ersetzt und der Kreuzweg am 1. Mai 2006 von Dompropst Otmar Vieth (* 1941) eingeweiht. Der Kreuzweg ist Teil des Wanderplans der Region.
Die verbliebenen steinernen Stationen des ersten Außenkreuzwegs wurden 1982 für die Errichtung des Glaubenswegs Mariens genutzt.